# Centuria pospolita
Centuria pospolita, centuria zwyczajna, tysiącznik (Centaurium erythraea Rafn) – gatunek rośliny z rodziny goryczkowatych. Występuje na terenie Europy, Afryki i Azji, na pozostałych kontynentach introdukowana. W Polsce dość rzadka, objęta ochroną.

## Rozmieszczenie geograficzne
Występuje w niemal całej Europie (od Wielkiej Brytanii i Szwecji na północy po Hiszpanię i Grecję na południu, od Portugalii i Irlandii na zachodzie po Ukrainę na wschodzie), w Afryce Północnej (Algieria, Libia, Maroko, Tunezja), w Azji Zachodniej i Środkowej, na Kaukazie i Ałtaju. W Polsce występuje na całym terytorium, ale dość rzadko. Status gatunku we florze Polski: gatunek rodzimy.
Gatunek uprawiany i naturalizowany w wielu miejscach na świecie, w tym w Ameryce Północnej (Kanada, USA), w Ameryce Południowej (Jamajka, Kostaryka, Ekwador, Peru, Argentyna), w Australii i Nowej Zelandii oraz na Azorach, Wyspach Kanaryjskich, wyspach Midway i Hawajach.

## Pochodzenie nazwy
Polska nazwa centuria wywodzi się od legendy, według której centaur Chiron wyleczył swoje rany zadane mu przez Herkulesa właśnie tą rośliną. Według innych źródeł nazwa rośliny jest tłumaczeniem słów centum aurum oznaczających 100 sztuk złota. Miałoby to oznaczać, jak wielką wartość dawniej przypisywano tej roślinie. Niektórzy wywodzą nazwę od łacińskiego słowa centum, ale oznacza ono nie tysiąc, lecz sto, nie wydaje się więc to prawidłowe, gdyż w Polsce dla tej rośliny używana była nazwa tysiącznik.

## Morfologia
ŁodygaPusta i walcowata. Jasnozielona do ciemnobrunatnej, podłużnie prążkowana, rozgałęziona tylko w górnej części.
LiścieUlistnienie nakrzyżległe. Liście są całe, siedzące, o owalnej lub lancetowatej blaszce, długości do około 3 cm. Obie powierzchnie liści są bezwłose, zielone do brunatnawozielonych.
KwiatyRóżowe kwiaty skupione po kilka w pęczkach w szczytowe gęste podbaldachy. W każdym podbaldachu są 2 podkwiatki. Korona kwiatu jest talerzykowata, a jej łatki mają przynajmniej 5 mm długości. Kielich ma długość do 0,75 długości rurki korony.
OwocWalcowata, żółta torebka o długości ok. 1 cm. Otwiera się dwoma klapami i zawiera liczne, czarne nasiona.

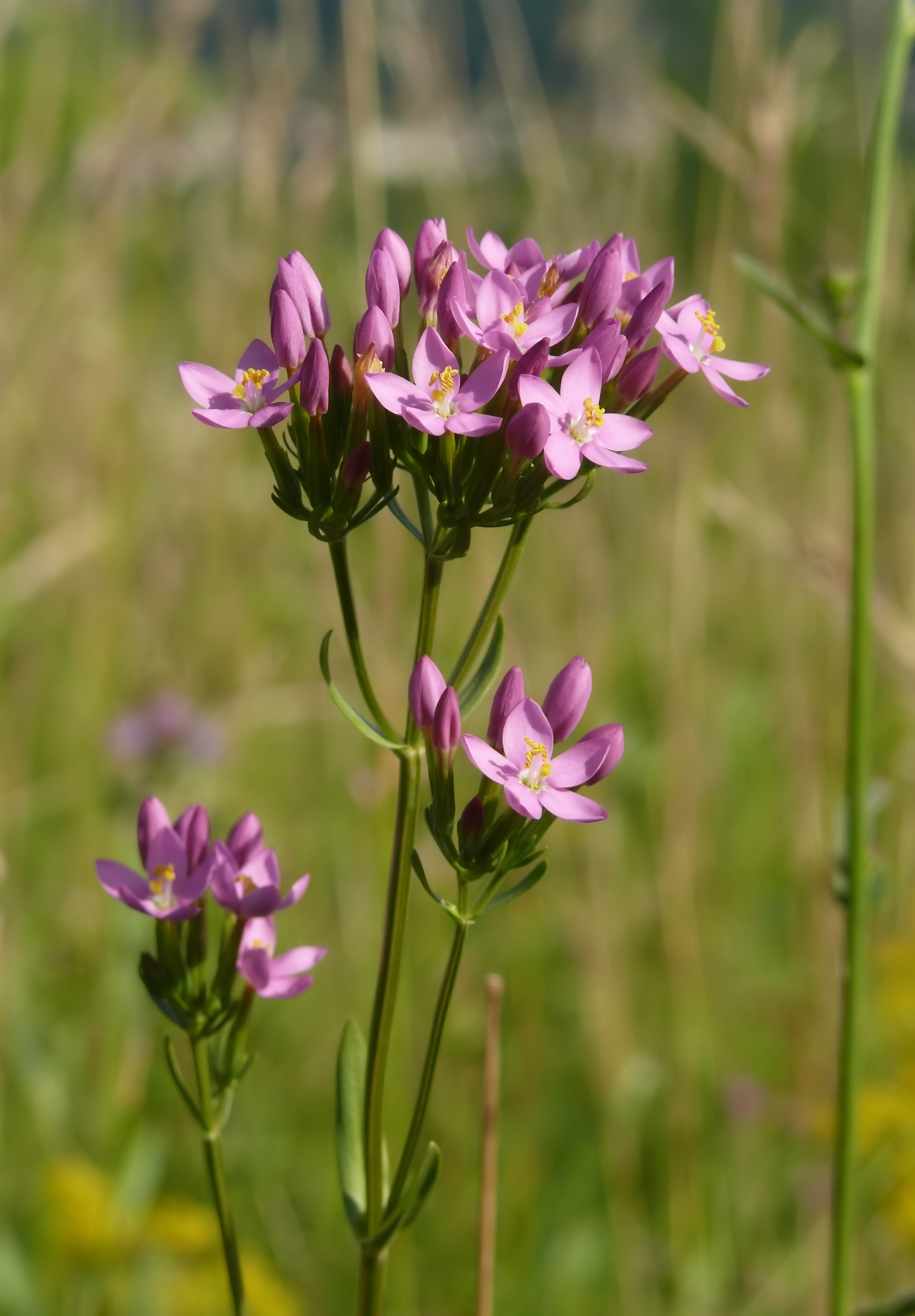
Kwiatostan
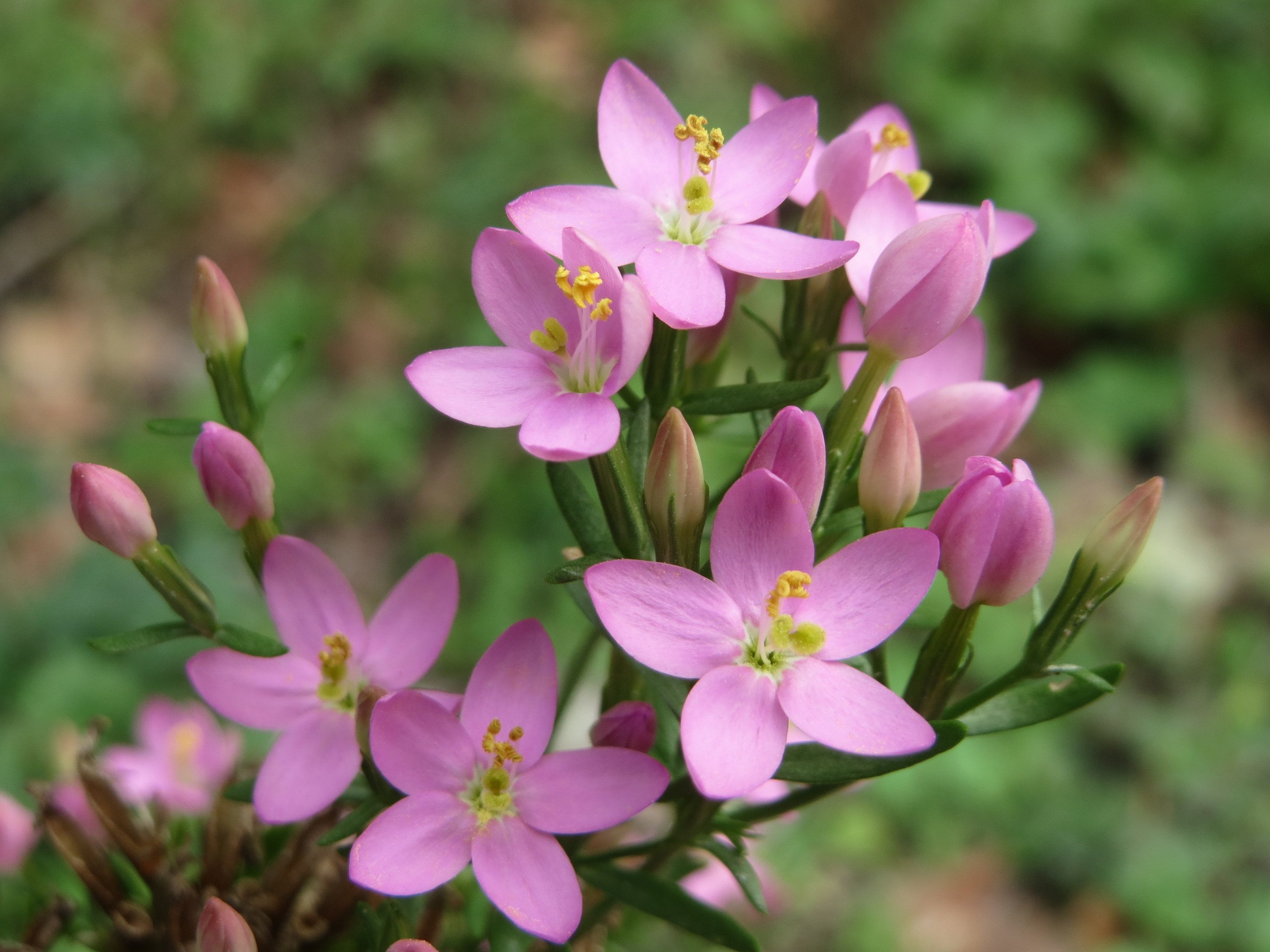
Kwiaty
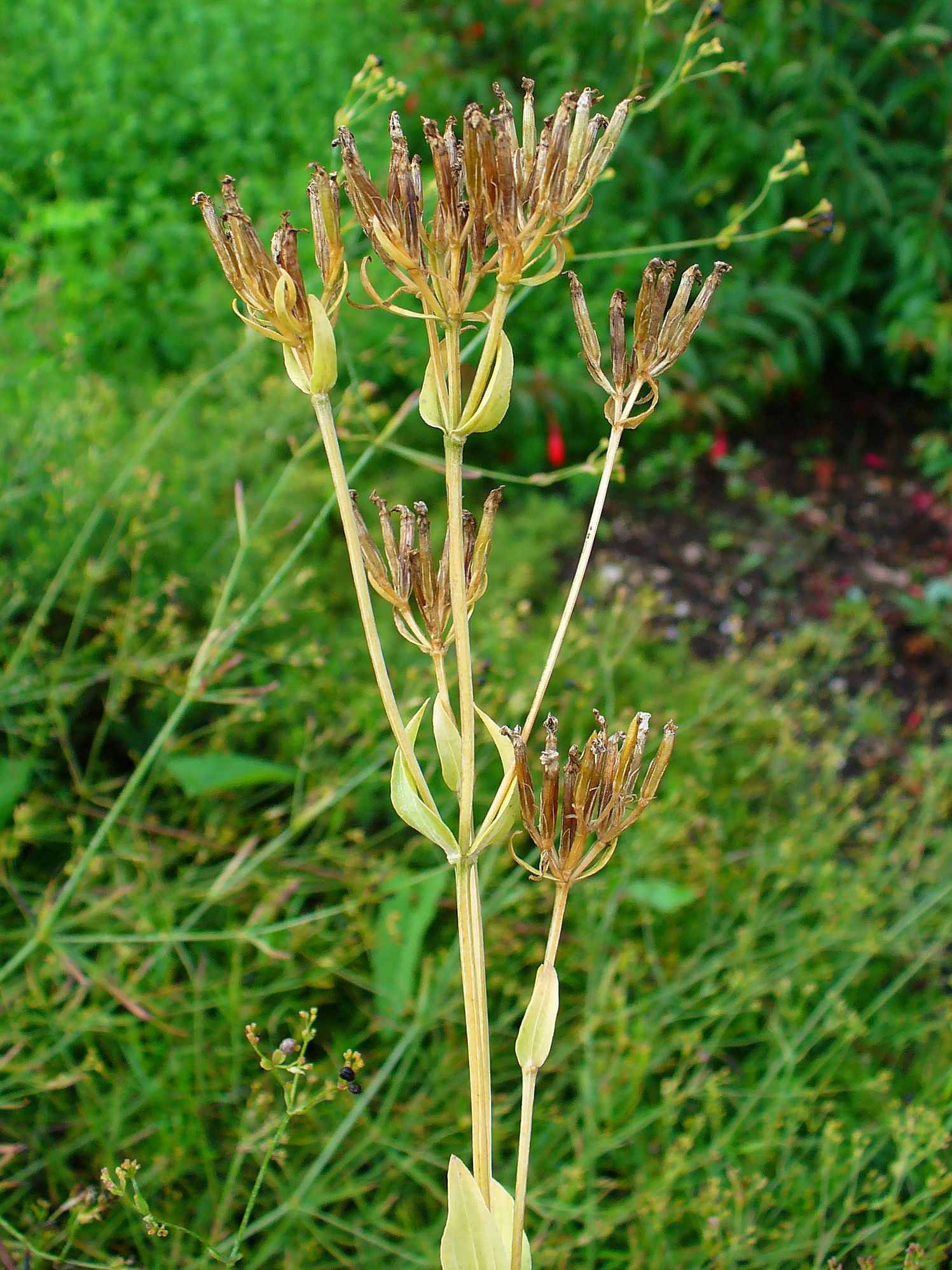
Owoce

## Biologia i ekologia
Roślina jednoroczna lub dwuletnia, hemikryptofit. Kwitnie od lipca do października, zapylana jest przez owady, które zbierają z niej pyłek (roślina nie wydziela nektaru). Rośnie na łąkach, miedzach, widnych polanach i nasłonecznionych stokach wzgórz. W klasyfikacji zbiorowisk roślinnych gatunek charakterystyczny dla Cl. Epilobietea angustifolii. Cała roślina jest w smaku wybitnie gorzka. 

## Zastosowanie

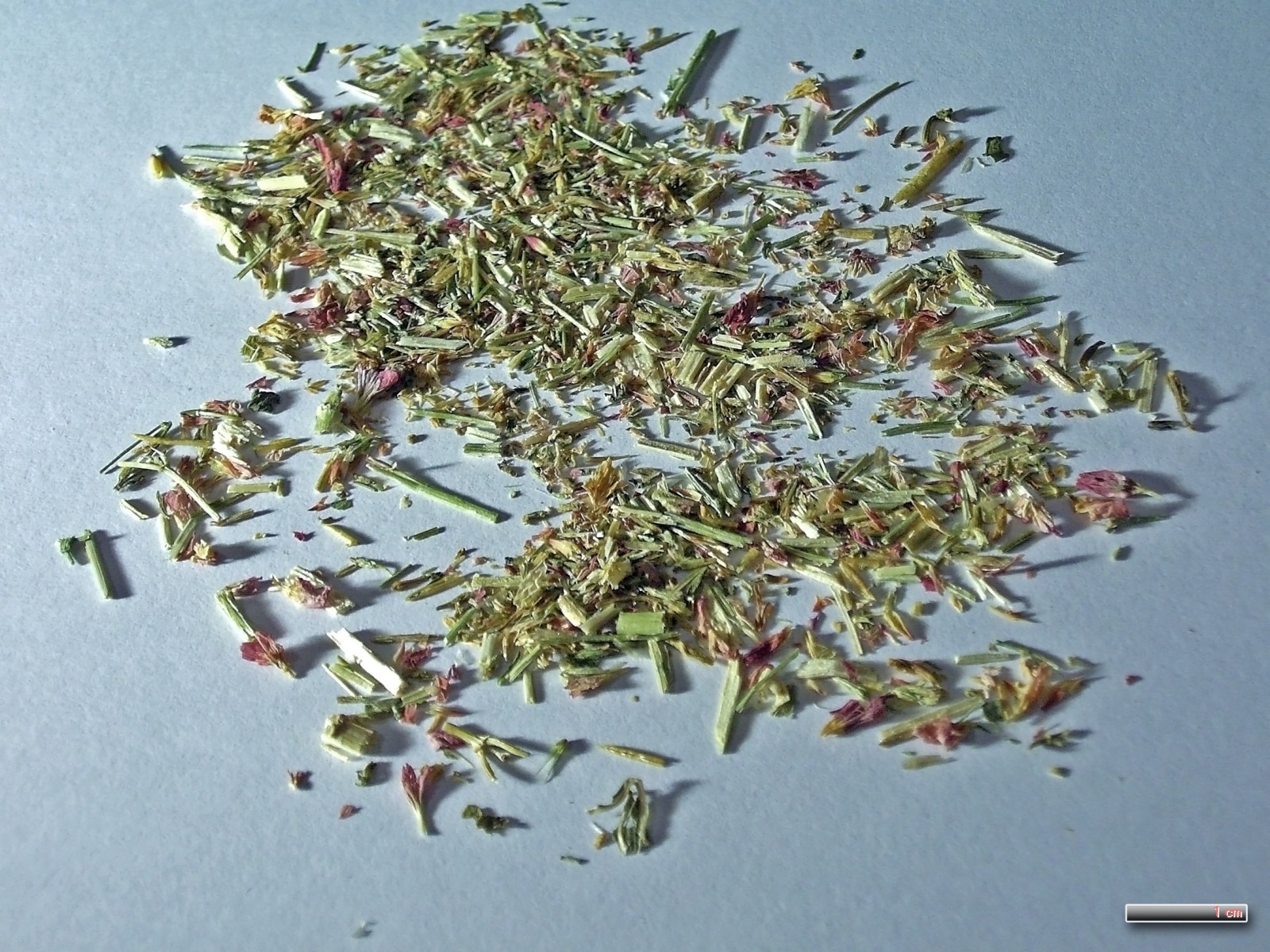
Herba Centaurii

### Roślina lecznicza
Surowiec zielarskiZiele centurii (Centaurii herba) – całe lub połamane, wysuszone kwitnące części nadziemne. Zawiera m.in.: substancje gorzkie (gencjopykryna, erytauryna, amarogentyna), alkaloid gencjaninę, flawonoidy, kwasy organiczne, olejki eteryczne, sole mineralne (duża zawartość magnezu).
Działanie i zastosowanieZe względu na dużą zawartość goryczy, ziele centurii pobudza wytwarzanie soków trawiennych żołądka i żółci. Znajduje zastosowanie w leczeniu zaburzeń trawienia: brak apetytu, niedokwasota, bóle i wzdęcia brzucha, odbijanie się, upośledzone wydzielanie żółci. Używa się w postaci naparu (1 łyżeczka ziela na 1 szklankę, dziennie 1–2 łyżki przed jedzeniem i bez cukru). Większe ilości ziela powodują szkodliwe działanie uboczne, z tego też względu zazwyczaj centuria jest używana w mieszance z innymi ziołami. W średniowieczu centuria była jednym ze składników słynnej mieszanki leczniczej – teriaku, składającego się z kilkudziesięciu ziół i używanego jako odtrutka na wszelkiego rodzaju schorzenia.

### Roślina przyprawowa
Jest używana do aromatyzowania gorzkich wódek, nalewek i niektórych win (wermuty). Receptura różnego rodzaju win i nalewek z dodatkiem centurii jest dobrze opracowana i sprawdzona, znajduje się w użyciu już od średniowiecza.

### Roślina kosmetyczna
Używa się jej do produkcji kosmetyków dla cery wrażliwej i zwiotczałej. Jest też jednym ze składników płynu do dezynfekcji skóry i ust.

## Zmienność
W Polsce występuje podgatunek Centaurium erythraea Rafn subsp. erythraea (syn. C. minus Moench, C. umbellatum Gilib).
Centuria pospolita tworzy mieszańce z: centurią nadbrzeżną (Centaurium littorale) i centurią nadobną (Centaurium pulchellum).

## Zagrożenia i ochrona
Roślina po raz pierwszy została objęta w Polsce ochroną gatunkową w 1957 roku (jako Centaurium umbellatum). Do 2004 roku podlegała ochronie częściowej, a w latach 2004–2014 ochronie ścisłej. Od 2014 roku ponownie znajduje się pod częściową ochroną gatunkową. Wszystkie gatunki centurii są prawnie chronione. Dla potrzeb przemysłu farmakologicznego pozyskuje się ją z upraw.